# Cigándi járás
A Cigándi járás Borsod-Abaúj-Zemplén vármegyéhez tartozó járás Magyarországon 2013 óta, székhelye Cigánd. Területe 389,99 km², népessége 15 118 fő, népsűrűsége 39 fő/km² volt a 2012. évi adatok szerint. Egy város (Cigánd), egy nagyközség (Ricse) és 13 további község tartozik hozzá, melyek 2012-ig a Bodrogközi kistérséghez tartoztak.
Cigánd a járások 1983-as megszüntetése előtt nem volt járási székhely, de lényegében a Cigándi járás előzményének tekinthető a Ricsei járás (1950–56 között) és a Bodrogközi járás (1945 előtt).

## Települései
| Település     | Rang (2013. július 15.) | Kistérség (2013. január 1.) | Népesség (2012. január 1.) | Terület (km²) |
| ------------- | ----------------------- | --------------------------- | -------------------------- | ------------- |
| Cigánd        | járásszékhely város     | Bodrogközi                  | 2 682                      | 56,76         |
| Ricse         | nagyközség              | Bodrogközi                  | 1 661                      | 24,75         |
| Bodroghalom   | község                  | Bodrogközi                  | 1 303                      | 26,86         |
| Dámóc         | község                  | Bodrogközi                  | 397                        | 15,99         |
| Karcsa        | község                  | Bodrogközi                  | 1 734                      | 43,7          |
| Karos         | község                  | Bodrogközi                  | 496                        | 15,32         |
| Kisrozvágy    | község                  | Bodrogközi                  | 121                        | 8,34          |
| Lácacséke     | község                  | Bodrogközi                  | 264                        | 16,25         |
| Nagyrozvágy   | község                  | Bodrogközi                  | 609                        | 26,82         |
| Pácin         | község                  | Bodrogközi                  | 1 381                      | 33,93         |
| Révleányvár   | község                  | Bodrogközi                  | 469                        | 16,5          |
| Semjén        | község                  | Bodrogközi                  | 446                        | 7,84          |
| Tiszacsermely | község                  | Bodrogközi                  | 554                        | 20,28         |
| Tiszakarád    | község                  | Bodrogközi                  | 2 279                      | 47,56         |
| Zemplénagárd  | község                  | Bodrogközi                  | 722                        | 29,09         |

## Története
A Cigándi járás a 2013-ban teljesen újonnan létrehozott járások közé tartozik, Cigánd korábban soha nem töltött be járásszékhely szerepkört, viszont az 1994 utáni kistérségi rendszerben a Bodrogközi kistérség központja volt.
Lényegében a mai Cigándi járás elődjének tekinthető az 1945 előtti Bodrogközi járás, mely Zemplén vármegyéhez tartozott, székhelye pedig Királyhelmec volt (kivéve az 1918–38 közötti időszakot, amikor Ricse), illetve az 1950-es járásrendezés során szervezett és 1956-ban megszűnt Ricsei járás.
A Cigándi járás területe hasonló a 2014-ig fennállt Bodrogközi kistérségéhez, melynek egykori községeit ide sorolták, kivéve a Sátoraljaújhelyi járáshoz csatolt Alsóbereckit és Felsőbereckit.